# آذان القاضي (الأندلس)
آذان القاضي هي معجنات من العجين المقلي الرقيق من المعجنات الملفوفة، يعود أصلها إلى الأندس أو القيروان (مع اختلافات بسيطة في كل بلد)، مع وجود إشارات تعود إلى أواخر العصور الوسطى الإسبانية. هي اليوم شائعة في تونس. وهي اليوم تُسوق ضمن التراث اليهودي السفردي (يهود إسبانيا).

## طريقة التحضير
في مقال لها في مجلة تابلت [الإنجليزية]، تقدم لنا المؤرخة الغذائية والمتخصصة الشهيرة في المطبخ السفارادي هيلين جوهرة بينير [الإنجليزية] الوصفة. تتكون العجينة من الدقيق والبيض والسكر والزيت، ويتم فردها بشكل رقيق وتقطيعها إلى شرائح ثم تقلى لفترة وجيزة. يتم بعد ذلك تحضير شراب الماء وزهر البرتقال والسكر لمزيد من النكهة. يتم بعد ذلك تزيين الفطائر ببذور السمسم أو السكر البودرة. يضيف اليهود الأتراك البراندي إلى العجين، ويأكله اليهود المغاربة مع القرفة والشراب. وهي تشبه البستينو الأندلسي، ولكن يتم تناول هذا الأخير مع العسل.[بحاجة لمصدر]
في تونس يتم خلط الدقيق والبيض والزيت وماء الزهر والسكر والملح، ثم يتم فرد العجينة الناتجة وتقطيعها إلى شرائح. ثم يتم غمسها في الزيت الساخن وتدحرجها بالشوكة. بعد تصفيتها يتم تغليفها بالعسل أو الشراب أو رشها بالسكر البودرة. تُستخدم بذور السمسم أحيانًا كإضافة.

## طالع أيضًا
- آذان القاضي (تونس)